# Charles Thom
Charles C. Thom (* 11. November 1872 in Minonk, Illinois; † 24. Mai 1956 in Port Jefferson) war ein amerikanischer Mykologe und Mikrobiologe. Sein Autorenkürzel lautet Thom.

## Leben
Charles Thom wurde in Illinois geboren und wuchs dort auch auf. Nach seinem Studium erhielt er seinen Ph.D. von der University of Missouri. Bekannt wurde er hauptsächlich durch seine Arbeiten zur Mikrobiologie von Milchprodukten sowie Forschungen zu Bodenpilzen der Gattungen Penicillium und Aspergillus.  Er leistete Pionierarbeit bei der Verwendung von Kulturmedien zur Züchtung von Mikroorganismen. Außerdem entwickelte Thom zusammen mit dem Lebensmittelchemiker James N. Currie ein Verfahren zur Massenproduktion von Zitronensäure unter Verwendung von Aspergillus.  Charles Thom trug auch zur Entwicklung von Penicillin im Zweiten Weltkrieg bei. Seine Untersuchungsergebnisse beeinflussten auch die Festlegung von Standards für die Handhabung und Verarbeitung von Lebensmitteln in den USA.
Nach ihm wurde der Charles Thom Award der Society of Industrial Microbiology benannt. Er selbst erhielt zahlreiche Auszeichnungen.

## Beschriebene Arten
- Aspergillus alliaceus Thom & Church 1926
- Aspergillus caespitosus Raper & Thom 1944
- Aspergillus foetidus Thom & Raper 1945
- Aspergillus fonsecaeus Thom & Raper 1965
- Aspergillus granulosus Raper & Thom 1944
- Aspergillus janus Raper & Thom 1944
- Aspergillus niveoglaucus Thom & Raper 1941
- Aspergillus panamensis Raper & Thom 1944
- Aspergillus quadrilineatus Thom & Raper 1939
- Aspergillus ruber Thom & Church 1926
- Aspergillus rugulosus Thom & Raper 1939
- Aspergillus schiemanniae Thom 1916
- Aspergillus sparsus Raper & Thom 1944
- Aspergillus terreus Thom 1918
- Aspergillus variecolor Thom & Raper 1939
- Eupenicillium gladioli L. McCulloch & Thom 1928
- Penicillium atramentosum Thom 1910
- Penicillium avellaneum Thom & Turesson 1915
- Penicillium biforme Thom 1910
- Penicillium brasiliense Thom 1930
- Penicillium camemberti Thom 1906
- Penicillium chrysogenum Thom 1910
- Penicillium citrinum Thom 1910
- Penicillium columnare Thom 1930
- Penicillium commune Thom 1910
- Penicillium crustosum Thom 1930
- Penicillium roqueforti Thom 1906
- Penicillium rugulosum Thom 1910

## Auszeichnungen
- 1936: Ehrendoktorwürde des Lake Forest College
- 1937: Mitglied der National Academy of Sciences[5]
- 1946: Lasker Group Award
- 1947: USDA Distinguished Service Award
- 1947: Goldmedaille vom spanischen CSIC